# Софроний II
Патриарх Софроний II аль-Килизи (греч. Πατριάρχης Σωφρόνιος Β'; 1710, Килис, Османская империя — 19 октября 1780, Константинополь) — Константинопольский (1774—1780) и  патриарх Иерусалимский (как Софроний V, в 1771—1774).

## Биография
Родился в городе Килис в семье православных арабов и вырос в арабо-турецкой среде. Отца Софрония звали Иса.
В 1733—1735 занимался коллективными церковными финансами в Адане и Антиохии, затем, до 1739 года, пребывал в Дамаске.
В 1740 году в Иерусалиме Софроний был рукоположен в сан священника. В 1741 году он был назначен епископом города Акко, в 1752 году — Алеппо.
В 1752 году Софроний ушёл в отставку и переехал в Константинополь. В 1766 году ему было предложено занять трон Патриарха Антиохийского, но Софроний отказался.
В то время францисканцы снова попытались при поддержке дипломатов католических держав настроить турецкие власти против православных и вернуть себе святые места, ранее переданные Иерусалимской православной церкви. Однако митрополиту Птолемаидскому Софронию, бывшему тогда патриаршем наместником, удалось привлечь на свою сторону шейх-уль-ислама, главу османской судебной системы, и фирманом султана Мустафы III привилегии православных были подтверждены.
В 1771 году он был избран Патриархом Иерусалимским под именем Софрония V.
24 декабря 1774 года был переведён на кафедру Вселенского Патриарха Константинопольского и служил там до самой смерти под именем Софрония II.
Патриарх был прекрасно образован, вёл аскетичный образ жизни, больше всего интересовался делами патриархата в области экономики.
Скончался 19 октября 1780 года. Похоронен во дворе церкви Асоматон (Архангелов) в Великой Силе (ныне деревня Арнавуткёй в пригороде Стамбула).